# 张重庆
张重庆（1931年—），男，山东青岛人，中国美术家，曾任中央戏剧学院舞台美术系教授，中国油画学会理事。